# Carolina Arias
Carolina Arias Vidal (Cáli, 2 de setembro de 1990) é uma futebolista profissional colombiana que atua como meia.

## Carreira
Carolina Aria fez parte do elenco da Seleção Colombiana de Futebol Feminino, nas Olimpíadas de 2016.